# سیسیلیا گریرسون
سیسیلیا گریرسون (انگلیسی: Cecilia Grierson؛ ۲۲ نوامبر ۱۸۵۹ – ۱۰ مارس ۱۹۳۴) یک پزشک مصلح برجسته و آزاداندیش اهل آرژانتین بود. او نخستین زنی بود که موفق به دریافت مدرک پزشکی در آرژانتین شد.
در آرژانتین قرن ۱۹، دانشکده‌های پزشکی خارج از دسترسی زنان بود و در واقع تعداد اندکی از زنان را ثبت نام می‌کردند. پشتکار گریرسون موجب شد او از دانشگاه فارغ‌التحصیل شود و مبارزاتش را به عنوان یک فعال حقوق بشر ادامه دهد.
او به عنوان معاون شورای بین‌المللی زنان که یک سازمان حق رای زنان بود به طور خستگی‌ناپذیری برای مسائل اجتماعی مانند مزایای رفاهی، مرخصی زایمان برای زنان شاغل و پایان دادن به تجارت برده مبارزه می‌کرد.
گریرسون به عنوان یک پزشک، برای اولین بار مدرسه پرستاری را در آرژانتین تأسیس کرد و مطالعات انجام شده در بیماری‌های زنان و حرکت‌شناسی را تقویت کرد. او اولین کسی بود که مطرح کرد وسایل نقلیه خدمات پزشکی باید سیستم‌های هشدار دهنده‌ای مانند آژیر داشته باشند که ما امروزه آن را به عنوان آمبولانس می‌شناسیم.
در ۲۲ نوامبر ۲۰۱۶ مصادف با ۱۵۷مین سالروز تولد سیسیلیا گریرسون و به افتخار و بزرگداشت او که یک پیشرو حقیقی بود، موتور جستجوی گوگل گوگل دودل صفحه اصلی خود را در آرژانتین، شیلی و پرو تغییر داد.